# ARIA Centar
El ARIA Centar (antes BBI Centar) es un moderno centro comercial en el centro de Sarajevo, siendo uno de los mayores centros comerciales en Bosnia y Herzegovina, ya que cuenta con una superficie de 43.000 metros cuadrados. 

## Historia

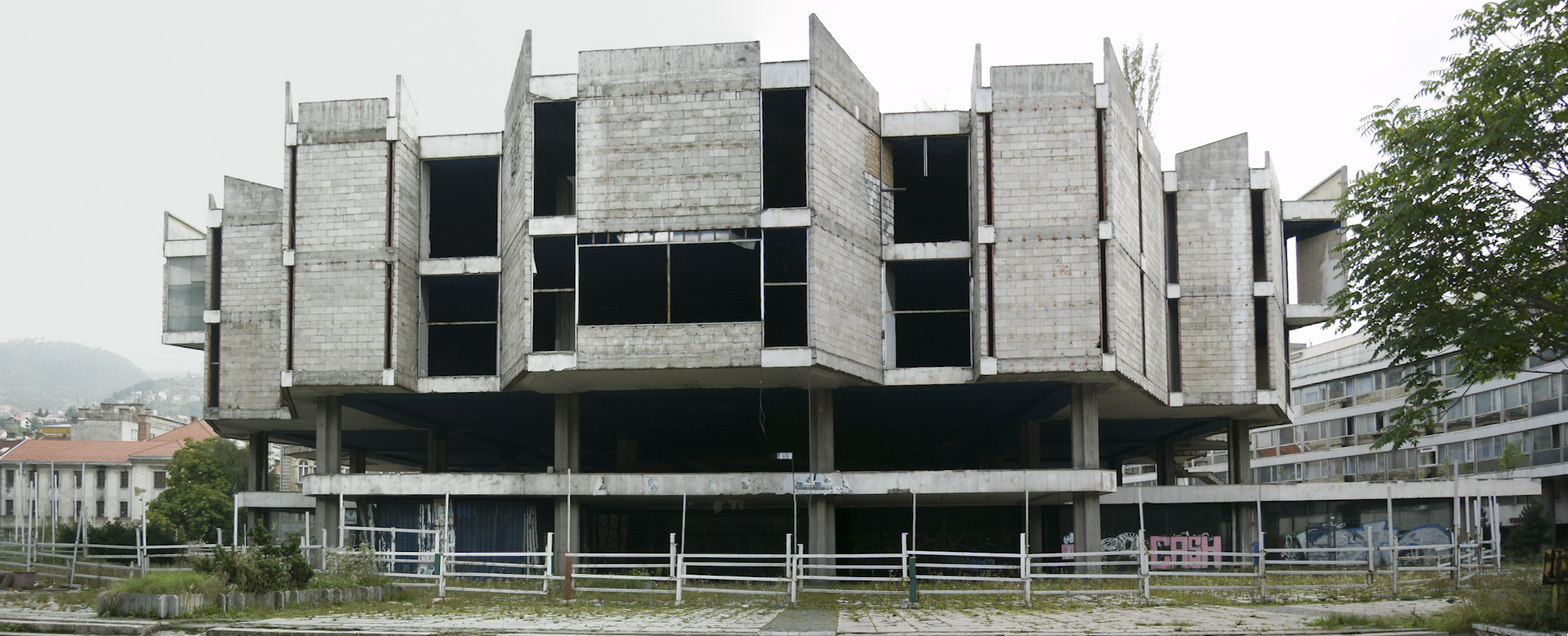
Robna kuća Sarajka, en 2005.

La construcción del centro comercial comenzó a principios de 2006 en el lugar donde se encontraba Robna kuća Sarajka, un antiguo centro comercial que se construyó a principios de la década de 1970 y que fue inaugurado el 6 de abril de 1975 como el principal centro comercial de Sarajevo. Sufrió graves daños durante la guerra de Bosnia y fue demolido en 2007.
El ARIA Centar fue inaugurado como BBI Centar el 6 de abril de 2009.
Desde 2011, el centro comercial alberga la sede de Al Jazeera Balkans. En ese año, BBI Centar recibió el Premio ReStore del Consejo Internacional de Centros Comerciales que  recompensa tanto al promotor como a la autoridad local por una colaboración exitosa que genera un resultado sostenible para la comunidad local y regional.
En octubre de 2022, BBI Centar pasó a llamarse ARIA Centar.

## Establecimientos
El ARIA Centar cuenta con todo tipo de establecimientos, desde alimentación, moda y accesorios, deporte, tecnología y servicios telefónicos, hogar, belleza, restauración y ocio. Cuenta con 464 plazas de aparcamiento repartidas en tres plantas subterráneas. 